# 5870 Baltimore
Az 5870 Baltimore (ideiglenes jelöléssel 1989 CC1) egy marsközeli kisbolygó. Eleanor F. Helin fedezte fel 1989. február 11-én.